# Суховерко, Рогволд Васильевич
Рогво́лд Васи́льевич Сухове́рко (30 октября 1941, Чистополь, Татарская АССР, СССР — 9 апреля 2015, Москва, Россия) — советский и российский актёр театра, кино и радио, мастер дубляжа и озвучивания кинофильмов. Заслуженный артист Российской Федерации (2002).

## Биография
Родился 30 октября 1941 года в Чистополе, в эвакуации. Отец — Василий Васильевич Суховерко, военный врач. Мать — Александра Яковлевна Терентьева. Родители хотели назвать сына в честь полоцкого князя Рогволода по аналогии с уже родившейся у них дочерью — Рогнедой, однако при оформлении свидетельства о рождении работница отдела ЗАГС допустила ошибку в имени. В результате мальчик получил имя Рогволд.
С 1947 года семья жила в Ленинграде. В 1965 году Суховерко окончил Школу-студию МХАТ (руководитель курса — Василий Петрович Марков), где обучался вместе с Владимиром Меньшовым и Андреем Мягковым. Во время учёбы был увлечён поэзией Серебряного века. После окончания вуза вошёл в труппу театра «Современник». С 1971 года актёр проживал в Алексеевском районе города Москвы.
Обладал от природы очень красивым, «королевским» голосом — басом-профундо. Работал на радио, на дубляже кинофильмов. Озвучил множество ролей в российских и зарубежных мультипликационных и художественных фильмах, а также персонажей компьютерных игр.
В 2008 году издательством «Зебра Е» выпущена в свет книга воспоминаний Р. В. Суховерко «Зигзаги» — о театре «Современник», работе на радио и концертной деятельности. Последние годы работал над составлением своей версии Антологии русской поэзии в 3-х томах.
Долгие годы тяжело болел. После перерыва вновь играл на сцене театра «Современник». Когда потерял голос, играл роли без слов. Последний спектакль сыграл 4 апреля 2015 года.

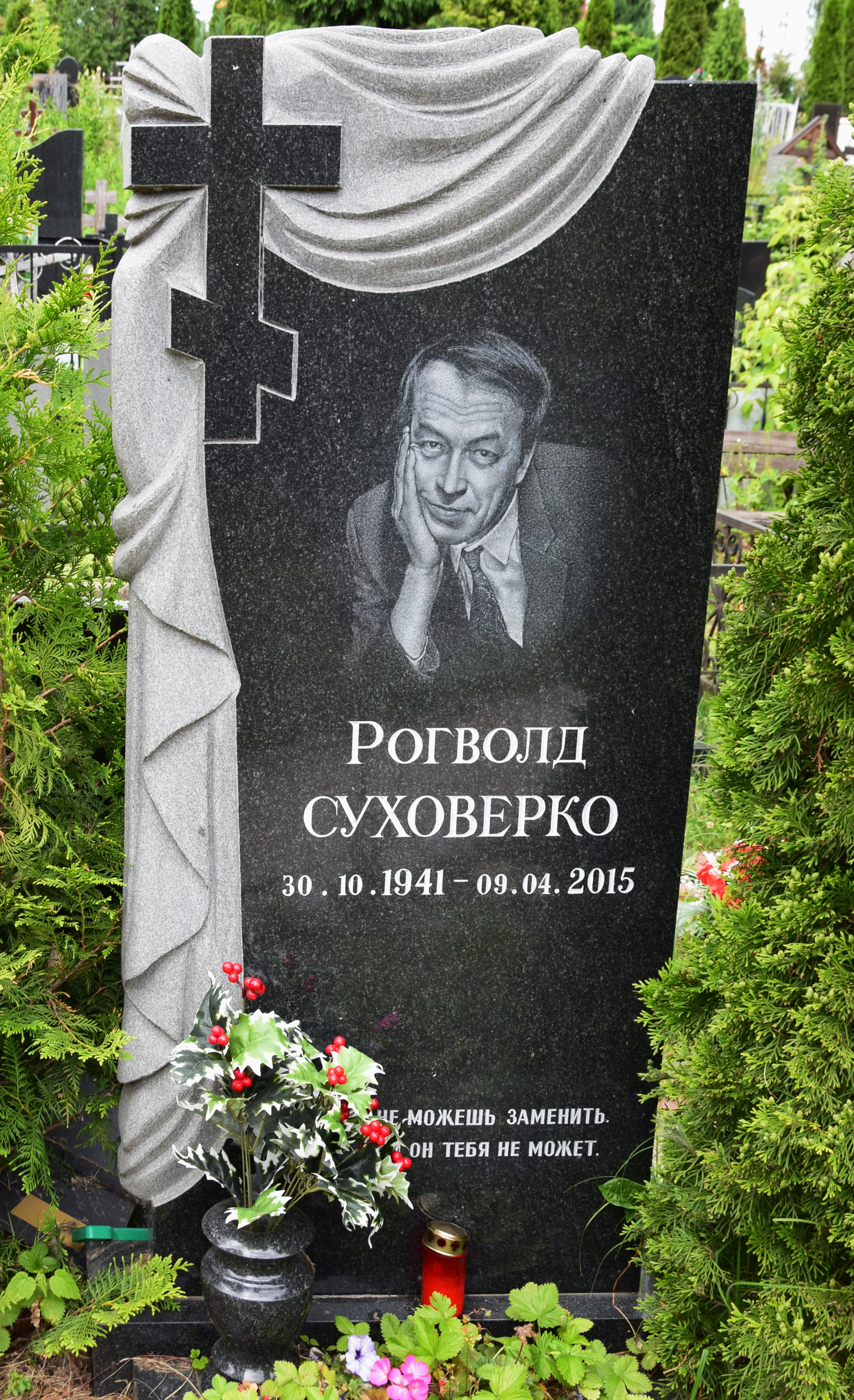
Памятник на могиле Заслуженного артиста РФ Суховерко Р.В.

Скончался на 74-м году жизни 9 апреля 2015 года в Москве. Похоронен 11 апреля на Алексеевском кладбище.

## Семья
- Старшая сестра — Рогнеда Васильевна Суховерко[4] (род. 1927)
- Жена — Наталья Фёдоровна Суховерко (род. 1945)
  - Сын — Антон (род. 1969), экономист, в 13 лет исполнил роль Коли Сулимы в фильме «Гостья из будущего»[4]
    - Внучка — Юлиана, в 2014 году играла в спектакле «Золушка» на сцене «Современника»[18][19]

  - Дочь — Александра (род. 1973), экономист

## Роли в театре
- 1965 — «Вечно живые» В. Розова — Зайцев
- 1965 — «Голый король» Е. Шварца — Генерал
- 1965 — «Белоснежка и семь гномов» О. Табаков, Л. Устинов — Вторник, стражник
- 1965 — «Без креста!» В. Тендрякова — Отец Дмитрий
- 1965 — «Всегда в продаже» В. Аксёнова — сотрудник
- 1966 — «Обыкновенная история» В. Розова (по мотивам романа И. Гончарова) — Сурков
- 1966 — «Ночная повесть» К. Хоинский[пол.] — Худой
- 1967 — «Традиционный сбор» В. Розова — Родионов
- 1967 — «Баллада о невесёлом кабачке» Э. Олби — Рэйни Первый
- 1967 — «Декабристы» Л. Зорина — Якубович
- 1967 — «Народовольцы» А. Свободина — Морозов
- 1967 — «Большевики» М. Шатрова — Стучка
- 1968 — «На дне» М. Горького — Кривой Зоб
- 1968 — «Мастера» Р. Стоянова — Господин Славчо
- 1969 — «Принцесса и дровосек» Г. Волчек, М. Микаэлян — Магиаш
- 1969 — «Вкус черешни» А. Осецкой — Мужчина
- 1970 — «Чайка» А. Чехова — Тригорин
- 1971 — «Тоот, другие и майор» И. Эркеня — Ассенизатор
- 1972 — «С любимыми не расставайтесь» А. Володина — Коников
- 1973 — «Балалайкин и К°» С. Михалкова (по М. Салтыкову-Щедрину) — Молодкин
- 1973 — «Погода на завтра» М. Шатрова — работник радиоузла
- 1974 — «Из записок Лопатина» К. Симонова — Губер
- 1975 — «Двенадцатая ночь» В. Шекспира — Антонио
- 1976 — «Вишнёвый сад» А. Чехова — начальник станции
- 1977 — «А поутру они проснулись» В. Шукшина — Сибиряк
- 1977 — «Обратная связь» А. Гельмана — Рачадов
- 1980 — «Дороже жемчуга и злата» Г. Соколовой (по одноимённой пьесе Х. К. Андерсена) — Царь духов
- 1981 — «Поиск-891» Ю. Семёнова — Реггер
- 1981 — «Кабала святош» М. Булгакова — Брат Сила
- 1982 — «Три сестры» А. Чехова — Ферапонт
- 1983 — «Ревизор» Н. Гоголя — жандарм
- 1988 — «Плаха» Ч. Айтматова — Священник
- 1989 — «Кот домашний средней пушистости» В. Войновича, Г. Горина — член Секретариата Союза Писателей
- 1991 — «Анфиса» Л. Андреева — Аносов Павел Павлович
- 1995 — «Виндзорские насмешницы» У. Шекспира — Шеллоу
- 1997 — «Вишнёвый сад» А. Чехова — Фирс[20]
- 1999 — «Три товарища» Э. Ремарка — Жаффе
- 2000 — «Играем… Шиллера!» (по пьесе Ф. Шиллера «Мария Стюарт») — Тальбот
- 2004 — «Бесы» Ф. Достоевского — Тихон[21]
- 2007 — «Горе от ума» А. Грибоедова — князь Тугоуховский
- 2010 — «Хорошенькая» С. Найдёнова — офицер
- 2011 — «Время женщин» Е. Чижовой — Соломон Захарович[22]
- 2011 — «Горбунов и Горчаков» И. Бродского — Бабанов

## Фильмография
- 1967 — Они живут рядом — Лотошников
- 1968 — Штрихи к портрету В. И. Ленина — член Совнаркома
- 1968 — Шестое июля — делегат съезда
- 1969 — Красная палатка — Ринборг
- 1969 — Гори, гори, моя звезда — «зелёный»
- 1971 — Достояние республики — уполномоченный Кочин
- 1972 — Земля, до востребования — лётчик из «Люфтганзы»
- 1973 — Хлеб пахнет порохом
- 1974 — Последнее лето детства — жулик
- 1975 — В стране ловушек (анимационно-игровой фильм) — милиционер Самсон Силыч
- 1975 — Здравствуйте, я ваша тётя! — констебль
- 1975 — Порт — полковник Савицкий
- 1975 — Вариант «Омега» — офицер, сопровождающий барона фон Шлоссера в ресторане «Must Kass»
- 1975 — Следствие ведут знатоки. Ответный удар — Калуев
- 1976 — Дни хирурга Мишкина — Краснов
- 1979 — Выгодный контракт — Станислав Сергеевич Юдин
- 1982 — Возвращение резидента — вербовщик из отеля «Циклоп»
- 1983 — Нежный возраст — Пётр Андреевич Лопухов, отец Кира
- 1989 — Женщины, которым повезло — актёр театра
- 2002 — Пастух своих коров — Артём Николаевич, отец Кольки
- 2004 — По ту сторону волков-2 — Слипченко, учитель Буравникова (фильм № 1 «Ключи от бездны»)
- 2004 — Смерть Таирова — Станиславский
- 2004 — Богиня: как я полюбила — Аксаков
- 2006 — Потерянные в раю — шофёр

## Озвучивание
- 1990 — Морской волк — Иогансен (Анатолий Сливников)
- 1991 — Царь Иван Грозный — митрополит Филипп (Галикс Колчицкий)
- 1991 — Жизнь и житие протопопа Аввакума — текст за кадром

## Озвучивание мультфильмов
- 1973 — Бурёнка из Маслёнкино — Волк / бык Буян[23]
- 1974 — Сами виноваты — Медведь
- 1974 — Алёнушка и солдат — зелёная голова Змея Горыныча
- 1974 — Приключения Мюнхаузена. Чудесный остров — Капитан пиратов
- 1974 — Волшебник Изумрудного города — Лев (отдельные серии) / стражник / саблезубый тигр
- 1974 — Здравствуйте, тётя лиса! — Медведь
- 1974 — Птичий рынок — Папа / рыбак
- 1975 — Басни С. Михалкова — Медведь
- 1975 — В стране ловушек — Сивый Мерин / автомобиль / стражники
- 1977 — Два клёна — Медведь
- 1977 — Праздник непослушания — воздушный змей, укротитель львов маэстро Касторкин, лев (в титрах как «В. Суховерко»)
- 1977 — Чемпион в лесу — Лев
- 1977 — Лоскутик и Облако — Король Фонтаниус I
- 1978 — Сказка о потерянном времени — милиционер / старичок на лавке
- 1979 — Летучий корабль — Полкан
- 1980 — Всё дело в шляпе — Ёжик
- 1980 — Пиф-паф, ой-ой-ой! — актёр драматического театра в роли Кукушки
- 1980 — Топчумба — папа Медведь
- 1980 — Солдатская сказка — генерал
- 1980 — Почему слоны? — Пеликан / Собака / Слон / Дядя / Медведь
- 1980 — Акаиро — рассказчик
- 1981 — Лето в Муми-доле — волшебник
- 1981 — Кот Котофеевич — Медведь
- 1981 — Он попался! — Медведь
- 1981 — Девичьи узоры — стрелок Влас / царь Степан / царевич Федот / Баба-Яга (один эпизод)
- 1982 — Лиса Патрикеевна — Медведь
- 1983 — В Муми-дол приходит осень — волшебник
- 1983 — Весёлая карусель № 15. Девочка и пираты — три пирата
- 1983 — Слонёнок и письмо — Жираф
- 1983 — Хвастливый мышонок — Туча
- 1984 — А в этой сказке было так… — лягух
- 1984 — Горшочек каши — часовой городских ворот
- 1984 — Хочу Луну — Король
- 1984 — По дороге с облаками — Слон (нет в титрах)
- 1984 — Подарок для слона — Слон
- 1984 — Синичкин календарь. Осень — Медведь
- 1985 — Два билета в Индию — профессор Транкверри
- 1985 — Про зайку Ой и зайку Ай — Медведь
- 1986 — Весёлая карусель № 18. Под ёлкой — Волк
- 1986 — Чудеса техники — Профессор / Электрик / Робот
- 1986 — Ценная бандероль — папа Медведь
- 1987 — Музыка революции — текст от автора
- 1987 — Богатырская каша — второй Папа
- 1988 — Лев и девять гиен — голос за кадром
- 1989 — Записки Пирата — сторожевой пёс
- 1989 — Здесь могут водиться тигры — Капитан Форестер / голос за кадром
- 1989 — Счастливчик
- 1990 — Кто там? — Папа
- 1990 — Про добро и зло, и про длинный язык
- 1991 — По лунной дороге — Паук, старый генерал
- 1991 — Вампиры Геоны — Председатель комиссии КЭК
- 1991 — В стране Бобберов. Гомункулус — Привидение Прохор
- 1991 — Синица, роща и огонь — Лев-царь
- 1991 — Иван-царевич и серый волк — Царь Берендей
- 1991 — Фитиль (сюжет «Просто цирк») — зритель
- 1992 — Капитан Пронин — внук майора Пронина — Остап Тарасович Ментура
- 1992 — Машенька — Медведь
- 1992 — Эй, на том берегу! — пёс по имени Дракон
- 1992 — Самоотверженный заяц — Волк
- 1992 — Скажи, Юпитер! — Лев-царь
- 1992 — На Масленице — рассказчик / ярыга
- 1993 — Ванюша и великан — Великан
- 1993 — В стране Бобберов. Обед с господином Грызли — закадровый голос / Привидение Прохор
- 1993 — Капитан Пронин в космосе — председатель комиссии / Командор / красный космический пират
- 1993 — Несколько страниц из жизни призрака — Призрак
- 1993 — На Ивана Купала — рассказчик / ярыга
- 1994 — АМБА — глава Космоэкологической комиссии Новицкий, голос за кадром
- 1994 — Шарман, Шарман!-2 — Крокодил
- 1994 — Бояка мухи не обидит 3. Будь здоров, бояка! — Лев
- 1994 — Страницы Российской истории. Рассказ первый. Земля предков — Гостомысл / кудесник
- 1995 — Шарман, Шарман!-3 — Крокодил
- 1995 — Кот в сапогах — Херр Капут, людоед / деревенские алкоголики
- 1995 — Бояка мухи не обидит 5. Страшней бояки зверя нет — Лев
- 1995 — Бояка мухи не обидит 6. Сегодня снова понедельник — Лев
- 1998 — Попались все… — Медведь
- 2000 — Сундук — Медведь
- 2001 — Праздник — Медведь
- 2003 — Грибок — Медведь
- 2005 — Поединок — Медведь
- 2005 — Девочка и крот — Крот

## Дубляж

### Фильмы

#### Иэн Маккеллен
- 2001 — Властелин колец: Братство Кольца — Гэндальф Серый[24] (дубляж объединения «Мосфильм-Мастер» по заказу компании «Каро-премьер», 2001 г.)
- 2002 — Властелин колец: Две крепости — Гэндальф Белый[25] (дубляж объединения «Мосфильм-Мастер» по заказу компании «Каро-премьер», 2002 г.)
- 2003 — Властелин колец: Возвращение короля — Гэндальф Белый[25] (дубляж объединения «Мосфильм-Мастер» по заказу компании «Каро-премьер», 2003 г.)

#### Робби Колтрейн
- 2001 — Гарри Поттер и философский камень — Рубеус Хагрид[26] (дубляж объединения «Мосфильм-Мастер» по заказу компании «Каро-премьер», 2002 г.)
- 2002 — Гарри Поттер и Тайная комната — Рубеус Хагрид[26] (дубляж объединения «Мосфильм-Мастер» по заказу компании «Каро-премьер», 2002 г.)
- 2004 — Гарри Поттер и узник Азкабана — Рубеус Хагрид[26] (дубляж объединения «Мосфильм-Мастер» по заказу компании «Каро-премьер», 2004 г.)

#### Другие фильмы
- 1981 — Мария, Мирабела — Король Часов (Ион Попеску-Гопо)[27] (дубляж киностудии «Союзмультфильм», 1981 г.)
- 1994 — Полицейская академия 7: Миссия в Москве — Эрик Лассард (Джордж Гейнс)[28]
- 1998 — Столкновение с бездной[29] — президент Том Бек (Морган Фримен)
- 2000 — Дикий, дикий Запад[30] — Генерал Макграт (Тед Левин)
- 2000 — Кейт и Лео[25] — таксист (Генри Бойл) (дубляж объединения «Мосфильм-Мастер» по заказу компании «West», 2002 г.)
- 2001 — Васаби[31] — Таканава (Зебра) (Ёси Оида) (дубляж объединения «Мосфильм-Мастер», 2002 г.)
- 2001 — Пароль «Рыба-меч»[25] — Коронер (Крэйг Браун) (дубляж объединения «Мосфильм-Мастер» по заказу компании «Каро-премьер», 2001 г.)
- 2003 — Матрица: Революция[4] — Проводник (Брюс Спенс) (дубляж объединения «Мосфильм-Мастер» по заказу компании «Каро-премьер», 2003 г.)
- 2003 — Брюс Всемогущий[32] — Джек Бейлор (Филип Бейкер Холл) (дубляж объединения «Мосфильм-Мастер» по заказу компании «Парадиз», 2003 г.)
- 2004 — Троя[32] — Царь Приам (Питер О’Тул) (дубляж объединения «Мосфильм-Мастер» по заказу компании «Каро-премьер», 2004 г.)
- 2004 — Александр[32] — Аристотель (Кристофер Пламмер) (дубляж объединения «Мосфильм-Мастер» по заказу компании «Парадиз», 2004 г.)
- 2005 — Город грехов — Мэньют (Майкл Кларк Дункан)[25] (дубляж творческого коллектива «Central Production International Group» по заказу компании «West», 2005 г.)

### Мультсериалы
- 1987—1990 — Утиные истории[26] — Флинтхарт Гломгольд (за исключением серий «Лошадкины штучки», «Нет дороги трудней, чем дорога в Ронгуэй» и «Пленник Акватраса»), Братья Гавс (Вышибала, Верзила, Шеф Гавс (в дубляже 1992 года, за исключением серий «Засекаем время», «Бабби в опасности», «Утиный переполох», «Пещера Али-Баббы» и «Моя мама ясновидящая»)), Чёрный Пит, Адмирал Гримитц (в серии «С возвращением, милый Гомер!» и «Свистать всех наверх»), второстепенные и эпизодические персонажи (дубляж Телевизионной студии кинопрограмм 1990—1991 гг., студии кинопрограмм РГТРК «Останкино» 1992 г., студии «Нота» и студии «Пифагор» по заказу РТР 1994 г.)
- 1989—1990 — Чип и Дейл спешат на помощь[26] — кит-касатка Немо (в серии «Подводный кошмар»), Красноглазый демон (в серии «Похождения мумии») (дубляж Телевизионной студии кинопрограмм, 1990—1991 гг.)
- 1992—1994 — Русалочка[26] — Злой Скат (дубляж студии «Нота» и студии «Пифагор» по заказу РТР, 1994—1995 гг.)

### Компьютерные игры
- 2000 — Корсары: Проклятье дальних морей[кто?][33].
- 2002—2003 — Warcraft III: Reign of Chaos + Frozen Throne[нет в источнике][34] — Малфурион Ярость Бури, Антонидас, Ануб'арак, орк-шаман, вождь орков, Маннорот.
- 2005 — Мор (Утопия)[35][36] — Артемий Бурах (Гаруспик), Коготь, Георгий Каин, Голос за кадром #1.

## Книги
- Рогволд Суховерко. Зигзаги. — М.: Зебра Е, АСТ, 2008. — 432 с. — (Актёрская книга). — ISBN 978-5-17-053872-0.